# Club Miramar
Club Miramar va ser un programa de televisió, emès per TVE la nit dels dimarts entre 1959 i 1960, amb presentació de Màrius Cabré i Federico Gall.

## Format
Es tracta del primer programa emès fora dels estudis que Televisió Espanyola tenia a Madrid. Amb aquest espai s'inauguraven els recentment estrenats estudis de Miramar, a Barcelona, una vegada que les emissions de la llavors única cadena de televisió a Espanya van arribar a la Ciutat Comtal.
El programa, de format magazín, incloïa entrevistes, concursos —entre ells La aguja en el pajar— i actuacions musicals.
La presentació era a càrrec del torero Màrius Cabré, que presentava les actuacions musicals i el periodista Federico Gall, en el seu debut en televisió, que realitzava les entrevistes als convidats.